# Кэмпбелл, Колин, 3-й граф Аргайл
Колин Кэмпбелл (англ. Colin Campbell; ок. 1486—1529), 3-й граф Аргайл (с 1513 г.) — шотландский барон и полководец в период несовершеннолетия короля Якова V.

## Биография
Колин Кэмпбелл был сыном Арчибальда Кэмпбелла, 2-го графа Аргайла, погибшего в битве при Флоддене.
В период правления герцога Олбани в Шотландии Аргайл был одним из членов регентского совета, активно поддерживая профранцузскую политику регента. Одновременно Аргайл был королевским лейтенантом в Западной Шотландии и на Гебридских островах, отвечая за поддержание порядка и взимание королевской ренты с гэльских регионов страны. Аргайлу удавалось на протяжении всего периода несовершеннолетия короля Якова V удерживать в повиновении беспокойные горские кланы, что позволяло сохранять стабильность в этом регионе. В условиях слабости центрального правительства большая часть собираемой Аргайлом в Западной Шотландии королевской ренты оставалась в распоряжении графа.
Безусловный сторонник герцога Олбани, Аргайл продолжал оказывать ему поддержку и после смещения Олбани с поста регента страны в 1524 году. Колин Кэмпбелл участвовал в неудачном восстании графа Леннокса в 1526 году, а позднее присоединился к бежавшему из Эдинбурга королю Якову V.